# Grüne Küstenstraße

Logo der Grünen Küstenstraße

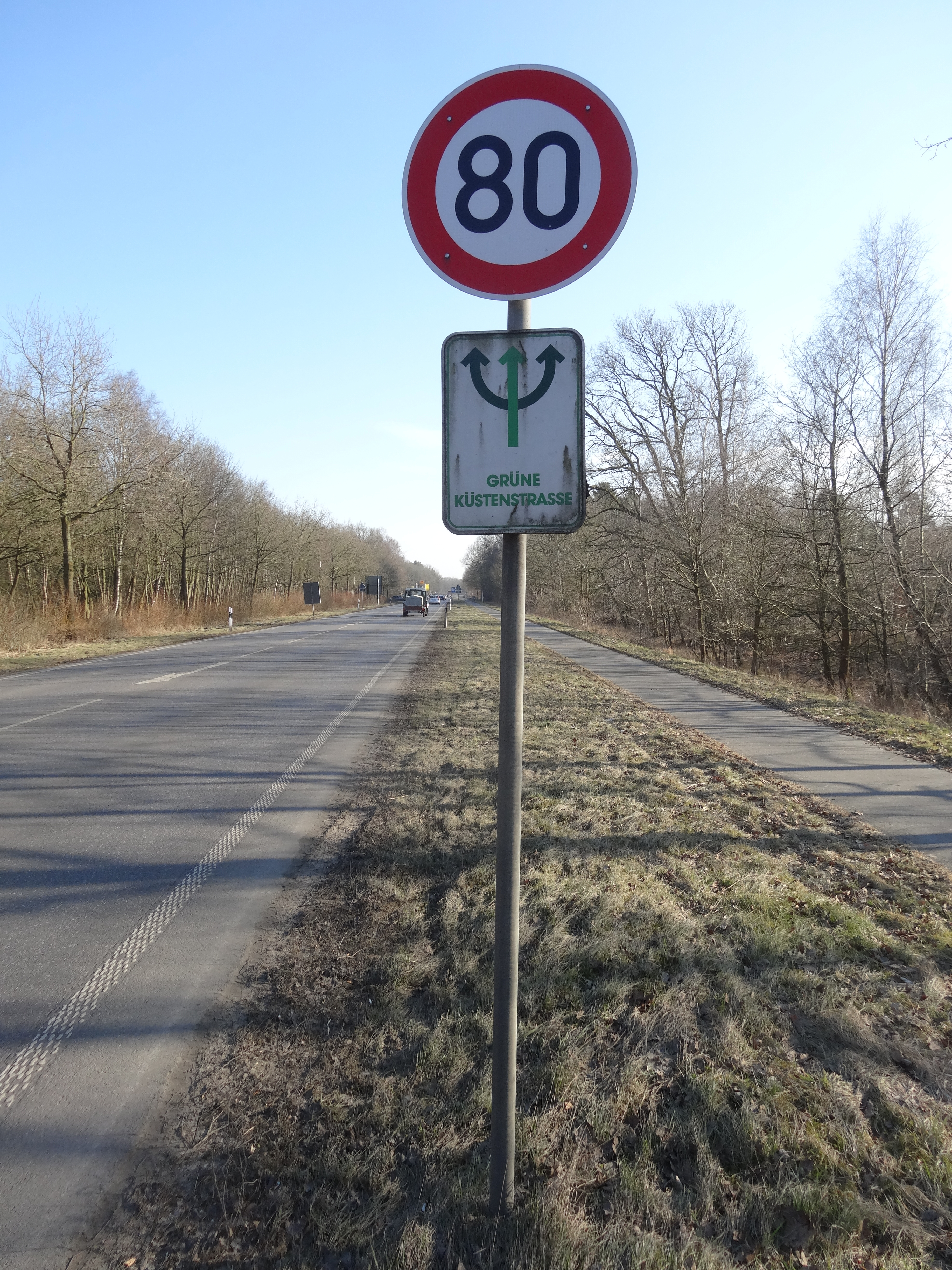
Schild an der ehemaligen B 5 in der Nähe von Itzehoe

Die Grüne Küstenstraße ist eine internationale (ehemalige) Ferienstraße entlang der Nordseeküste. Sie führt von Belgien bis nach Norwegen und durchquert in ihrem Verlauf Küstenregionen der Niederlande, Deutschlands und Dänemarks. Die Gesamtlänge beträgt 1.750 km.

## Verlauf
(Quelle:)

### Niederlande
In den Niederlanden bildet unter anderem die Europastraße 22 im Zuge der Autobahn A7 den Verlauf der Grünen Küstenstraße. Der Endpunkt in den Niederlanden ist der Grenzübergang Bad Nieuweschans.

### Deutschland
In Deutschland durchquert die Grüne Küstenstraße die Bundesländer Niedersachsen und Schleswig-Holstein.
Sie beginnt am niederländischen Grenzübergang Bad Nieuweschans. Von hier aus geht es zunächst über die Autobahnen 280 und 31 bis zur Abfahrt Weener. Über die Bundesstraße 436 geht es weiter nach Leer. Hier zweigt die Störtebekerstraße als weitere Ferienroute ab. Im weiteren Verlauf ist eine Teilstrecke die Bundesstraße 401. Zwischen Bremen und Bremerhaven verläuft sie auf der linken Weserseite über Lemwerder zur Bundesstraße 212. Auf dieser geht es dann durch Berne und Elsfleth, an Brake vorbei Richtung Nordenham. Hier erfolgt erneut der Zusammenschluss mit der Störtebekerstraße.
Nördlich von Bremerhaven verläuft sie zunächst nach Dorum und dann weiter nach Cuxhaven. Ab hier bildet zunächst die Bundesstraße 73 den weiteren Verlauf der Grünen Küstenstraße. Hinter Neuhaus wechselt der Verlauf auf die niedersächsische Landesstraße 111. Auf dieser wird bei Geversdorf die Oste gequert. Von hier aus geht es durch die Nordkehdinger Gemeinden Balje, Krummendeich und Freiburg  nach Wischhafen an die Elbfähre Glückstadt–Wischhafen.
Auf der schleswig-holsteinischen Seite geht es von Glückstadt über die Bundesstraße 431  durch Brokdorf und Sankt Margarethen zur Bundesstraße 5. Diese bildet bis zur dänischen Grenze den weiteren Verlauf auf deutschem Staatsgebiet. Bedeutend an dieser Strecke sind die Dithmarscher Orte Marne, Meldorf und Heide. Bei Tönning wird die Eider überquert. Weiter geht es an Friedrichstadt vorbei Richtung Husum. Nördlich werden Hattstedt, Struckum, Breklum und Bredstedt und später dann Langenhorn, Risum-Lindholm, Niebüll und schließlich Süderlügum durchquert.
Das nördliche Ende bildet der deutsch-dänische Grenzübergang Böglum/Sæd.

### Dänemark
In Dänemark geht es vom Grenzübergang bei Tondern über die Hauptstraße 11 bis Varde. Hier wechselt der Verlauf auf die Hauptstraße 181. Diese wird bis Hanstholm befahren. Hier bestand bis 2008 Anschluss an die Fähre Hanstholm-Egersund. Der Limfjord wird zuvor zwischen Thyborøn und Agger ebenfalls mit einer Fähre überquert.

### Norwegen
In Norwegen verläuft die Strecke über die Europastraße 39 oder Hauptstraße 44 bis Stavanger.